# Desa Nunbena (administrativ by i Indonesien, lat -9,66, long 124,15)
Desa Nunbena är en administrativ by i Indonesien.   Den ligger i provinsen Nusa Tenggara Timur, i den sydöstra delen av landet, 1 900 km öster om huvudstaden Jakarta.